# Tyrannochthonius tlilapanensis
Tyrannochthonius tlilapanensis är en spindeldjursart som beskrevs av William B. Muchmore 1986. Tyrannochthonius tlilapanensis ingår i släktet Tyrannochthonius och familjen käkklokrypare. Inga underarter finns listade i Catalogue of Life.